# Italjet Velocifero
L'Italjet Velocifero è uno scooter prodotto dalla casa motociclistica italiana Italjet dal 1994 al 2000.

## Storia
Lo sviluppo parte nel 1992 con la sigla tecnica “900” con lo scopo di realizzare un piccolo scooter dalle linee retrò ispirato alle classiche Vespa e Lambretta. Il modello definitivo viene presentato al salone del Motociclo di Milano del 1993 denominato Italjet Velocifero viene posto in vendita sul mercato italiano nel maggio del 1994. Al debutto venne accompagnato da una forte campagna pubblicitaria sia televisiva che cartacea e il prezzo era di 3.750.000 lire chiavi in mano che comprendeva anche una cassetta degli attrezzi e il telo coprimoto. La produzione avveniva nel primo anno nello stabilimento di San Lazzaro di Savena per poi essere spostata nel 1995 nella nuova fabbrica di Roseto degli Abruzzi.
Il Velocifero era caratterizzato da un motore due tempi 50 cm³ della Franco Morini Motori e da un cambio automatico a variatore, le ruote erano da 8" ed entrambi i freni erano a tamburo. Lo scudo frontale era prodotto dalla Bajaj in India ed era di derivazione Vespa (in quanto Bajaj costruiva le Vespa su licenza), la forcella era di disegno specifico per il modello così come la pedana. La caratteristica principale erano i doppi fanali sul manubrio e la strumentazione dal design essenziale disponibile con sfondo in finta radica.
Nel 1996 divennero disponibili anche le ruote da 10" che garantivano un miglior assorbimento e la sella biposto.
La produzione termina nel 2000 sostituito dal nuovo Italjet Jet Set l’anno successivo.
Negli Stati Uniti il Velocifero ottenne un ottimo successo e un esemplare è stato esposto al Museum of Modern Art di New York.